# كاترين ديسنيتسكي
كاترين ديسنيتسكي (بالروسية: Екатерина Десницкая)‏ (27 أبريل 1886م، لوتسك، 3 يناير 1960م، باريس) كانت سيدة نبيلة روسية، شاركت في الحرب الروسية اليابانية وحاملة صليب القديس جورج (1904م). كانت زوجة الأمير السيامي تشاكرا بونغسي بوفاناث (1906م- 1919م). وصفت قصة حبهم في الأعمال الأدبية والباليه من قبل فرقة بالية الكرملين في مهرجان بانكوك الدولي للرقص والموسيقى (2003).

## الطفولة
ولدة ديسنيتسكي هي كاترينا إيفانوف ديسنيتسكايا ووالدها إيفان ستيبانوفيتش ديسنيتسكي. المولود عام 1838م لشماس ريفي فقير، وتلقى تعليمه المبكر في مدرسة لاهوتية. في وقت لاحق التحق بجامعة موسكو، وتخرج في كلية الحقوق عام 1866م. أثناء دراسته، على الرغم من الصعوبات المالية، تزوج كارولينا كارلوفنا (كليمنتيفنا)، ني جيكلين (؟ -؟ 1882م)، وهى امرأة فرنسية نشأت في التقليد الإصلاحي. أنجبا ستة أطفال هم:
- فلاديمير (1867/05/06م، موسكو-؟)
- هوب (1869/07/29م، نيجني نوفغورود-؟)
- صوفيا (1871/19/9م، سامارا- 1872/12/12م، سامارا)
- إفجينيا (11/26/1873، سامارا -؟ 1942م)
- نيكولاي (10 أكتوبر 1875م، سمارا-؟)
- ألكسندر (1881م، كييف-؟ 1943م)

تخرجت والدتها ماريا ميخائيلوفنا ديسنيتسكايا (ني خيزنياكوفا) (1851/06/20م- شتاء 1903م، كييف). في عام 1868م، بميدالية فضية من معهد بولتافا نوبل مايدنز (الآن جامعة بولتافا التقنية الوطنية التي سميت على اسم يوري كوندراتيوك).

## حياة الكبار والزواج
أصبحت دينيتسكي ممرضًة، وخدمت في الحرب الروسية اليابانية 1904-1905م، وحصلت على ميدالية.
في عام 1904م، إلتقت ديسنيتسكي بأمير بيشنولوك السيامي (الابن الثاني للملك راما الخامس)، الذي تلقى تعليمًا عسكريًا في سانت بطرسبرغ، وتخرج من فيلق باج(1902م).
في عام 1906م تزوجا في كنيسة الثالوث الأقدس اليونانية بـإسطنبول. أنجبت ابنها تشولا تشاكرابون في 28 مارس 1908م، وعاشوا في قصر باكروسكافان في بانكوك.
في عام 1919م، انفصل الأمير عن دينيتسكي، لكنها رفضت التسوية المالية، وغادرت إلى شنغهاي، حيث استقر شقيقها، وكان هناك شتات روسي كبير. شاركت في الأعمال الخيرية هناك، وتزوجت لاحقًا من الأمريكي هاري كلينتون ستون. انتقلوا لاحقًا إلى باريس، ثم إلى بورتلاند، أوريغون. دفنت دينيتسكي في باريس.
قابلت حفيدتها الوحيدة ناريسا تشاكرابون مرة واحدة فقط (مواليد 1956م)، ابنة ابنها تشولا وزوجته الإنجليزية إليزابيث هانتر. في عام 1995م، نشرت ناريسا تشاكرابون، بالتعاون مع إيلين هانتر (خالتها)، كتابكاتيا وأمير سيام.
حافظت ناريسا على علاقات جيدة مع أبناء أخوالها وخالاتها من عائلة دينيتسكي في باريس وسان بطرسبرغ. ابن حفيدة كاثرين، هوغو تشاكرابون ليفي، موسيقي وملحن مشهور في تايلاند وخارجها، متزوج من الممثلة التايلاندية تاسانافالاي أونغارتتيتشاي.